# British and Irish Cup 2016-17
La British and Irish Cup 2016-17 fue la octava edición del torneo de rugby para equipos de Gales, Inglaterra e Irlanda.

## Sistema de disputa
Cada equipo disputó seis partidos frente a sus rivales de grupo, tres en condición de local y tres de visita, posteriormente los cinco equipos ganadores de grupo más los tres mejores segundos clasificaron a los cuartos de final.

## Desarrollo
|  | Cuartos de final. |

### Grupo 1
| Pos. | Equipo                           | Encuentros | Encuentros | Encuentros | Encuentros | Tantos | Tantos | Tantos | PB | PB | Puntos |
| Pos. | Equipo                           | PJ         | PG         | PE         | PP         | F      | C      | Dif    | BO | BD | Puntos |
| ---- | -------------------------------- | ---------- | ---------- | ---------- | ---------- | ------ | ------ | ------ | -- | -- | ------ |
| 1.º  | Jersey Reds                      | 6          | 5          | 0          | 1          | 181    | 94     | 87     | 3  | 0  | 23     |
| 2.º  | Ulster A                         | 6          | 4          | 0          | 2          | 153    | 124    | 29     | 2  | 2  | 20     |
| 3.º  | London Scottish                  | 6          | 2          | 0          | 4          | 134    | 157    | −23    | 2  | 2  | 12     |
| 4.º  | Cardiff Blues Premiership Select | 6          | 1          | 0          | 5          | 104    | 197    | −93    | 0  | 3  | 7      |

### Grupo 2
| Pos. | Equipo            | Encuentros | Encuentros | Encuentros | Encuentros | Tantos | Tantos | Tantos | PB | PB | Puntos |
| Pos. | Equipo            | PJ         | PG         | PE         | PP         | F      | C      | Dif    | BO | BD | Puntos |
| ---- | ----------------- | ---------- | ---------- | ---------- | ---------- | ------ | ------ | ------ | -- | -- | ------ |
| 1.º  | Munster A         | 4          | 4          | 0          | 0          | 121    | 55     | 66     | 3  | 0  | 19     |
| 2.º  | Rotherham Titans  | 4          | 1          | 0          | 3          | 73     | 102    | −25    | 0  | 1  | 5      |
| 3.º  | Doncaster Knights | 4          | 1          | 0          | 3          | 61     | 98     | −41    | 0  | 0  | 4      |

### Grupo 3
| Pos. | Equipo                     | Encuentros | Encuentros | Encuentros | Encuentros | Tantos | Tantos | Tantos | PB | PB | Puntos |
| Pos. | Equipo                     | PJ         | PG         | PE         | PP         | F      | C      | Dif    | BO | BD | Puntos |
| ---- | -------------------------- | ---------- | ---------- | ---------- | ---------- | ------ | ------ | ------ | -- | -- | ------ |
| 1.º  | London Irish               | 6          | 5          | 0          | 1          | 154    | 97     | 57     | 4  | 1  | 25     |
| 2.º  | Cornish Pirates            | 6          | 4          | 0          | 2          | 188    | 99     | 89     | 3  | 1  | 20     |
| 3.º  | Ospreys Premiership Select | 6          | 3          | 0          | 3          | 130    | 155    | −25    | 2  | 0  | 14     |
| 4.º  | Connacht Eagles            | 6          | 0          | 0          | 6          | 82     | 223    | −141   | 1  | 1  | 2      |

### Grupo 4
| Pos. | Equipo                      | Encuentros | Encuentros | Encuentros | Encuentros | Tantos | Tantos | Tantos | PB | PB | Puntos |
| Pos. | Equipo                      | PJ         | PG         | PE         | PP         | F      | C      | Dif    | BO | BD | Puntos |
| ---- | --------------------------- | ---------- | ---------- | ---------- | ---------- | ------ | ------ | ------ | -- | -- | ------ |
| 1.º  | Scarlets Premiership Select | 6          | 4          | 0          | 2          | 198    | 149    | 49     | 5  | 1  | 22     |
| 2.º  | Leinster A                  | 6          | 3          | 0          | 3          | 256    | 133    | 123    | 3  | 1  | 16     |
| 3.º  | Nottingham Rugby            | 6          | 3          | 0          | 3          | 148    | 136    | 12     | 3  | 0  | 15     |
| 4.º  | Richmond FC                 | 6          | 2          | 0          | 4          | 100    | 284    | −184   | 1  | 0  | 9      |

### Grupo 5
| Pos. | Equipo                                   | Encuentros | Encuentros | Encuentros | Encuentros | Tantos | Tantos | Tantos | PB | PB | Puntos |
| Pos. | Equipo                                   | PJ         | PG         | PE         | PP         | F      | C      | Dif    | BO | BD | Puntos |
| ---- | ---------------------------------------- | ---------- | ---------- | ---------- | ---------- | ------ | ------ | ------ | -- | -- | ------ |
| 1.º  | Ealing Trailfinders                      | 6          | 4          | 1          | 1          | 194    | 123    | 71     | 3  | 2  | 23     |
| 2.º  | Yorkshire Carnegie                       | 6          | 4          | 0          | 2          | 156    | 130    | 26     | 3  | 1  | 20     |
| 3.º  | Newport Gwent Dragons Premiership Select | 6          | 2          | 0          | 4          | 118    | 170    | −52    | 1  | 2  | 11     |
| 4.º  | Bedford Blues                            | 6          | 1          | 1          | 4          | 119    | 173    | −54    | 1  | 1  | 8      |

### Cuartos de final
| 10 de marzo de 2017 | Jersey Reds | 36 - 20 | Cornish Pirates |  |  |

| 11 de marzo de 2017 | London Irish | 37 - 15 | Yorkshire Carnegie |  |  |

| 11 de marzo de 2017 | Ealing Trailfinders | 84 - 7 | Scarlets Premiership Select |  |  |

| 12 de marzo de 2017 | Munster A | 26 - 3 | Ulster A |  |  |

### Semifinales
| 31 de marzo de 2017 | Munster A | 25 - 9 | Ealing Trailfinders |  |  |

| 2 de abril de 2017 | London Irish | 17 - 25 | Jersey Reds |  |  |

### Final
| 21 de abril de 2017 | Munster A | 29 - 28 | Jersey Reds |  |  |
|                     |           | Reporte |             |  |  |

| Bandera de Irlanda |
| Campeón Munster A  |
| Segundo título     |